# Bergenien
Die Bergenien (Bergenia), auch Wickelwurzen genannt, sind eine Pflanzengattung aus der Familie der Steinbrechgewächse (Saxifragaceae). Die Bergenia-Arten sind in den zentral- und ostasiatischen Gebirgen beheimatet.

## Beschreibung

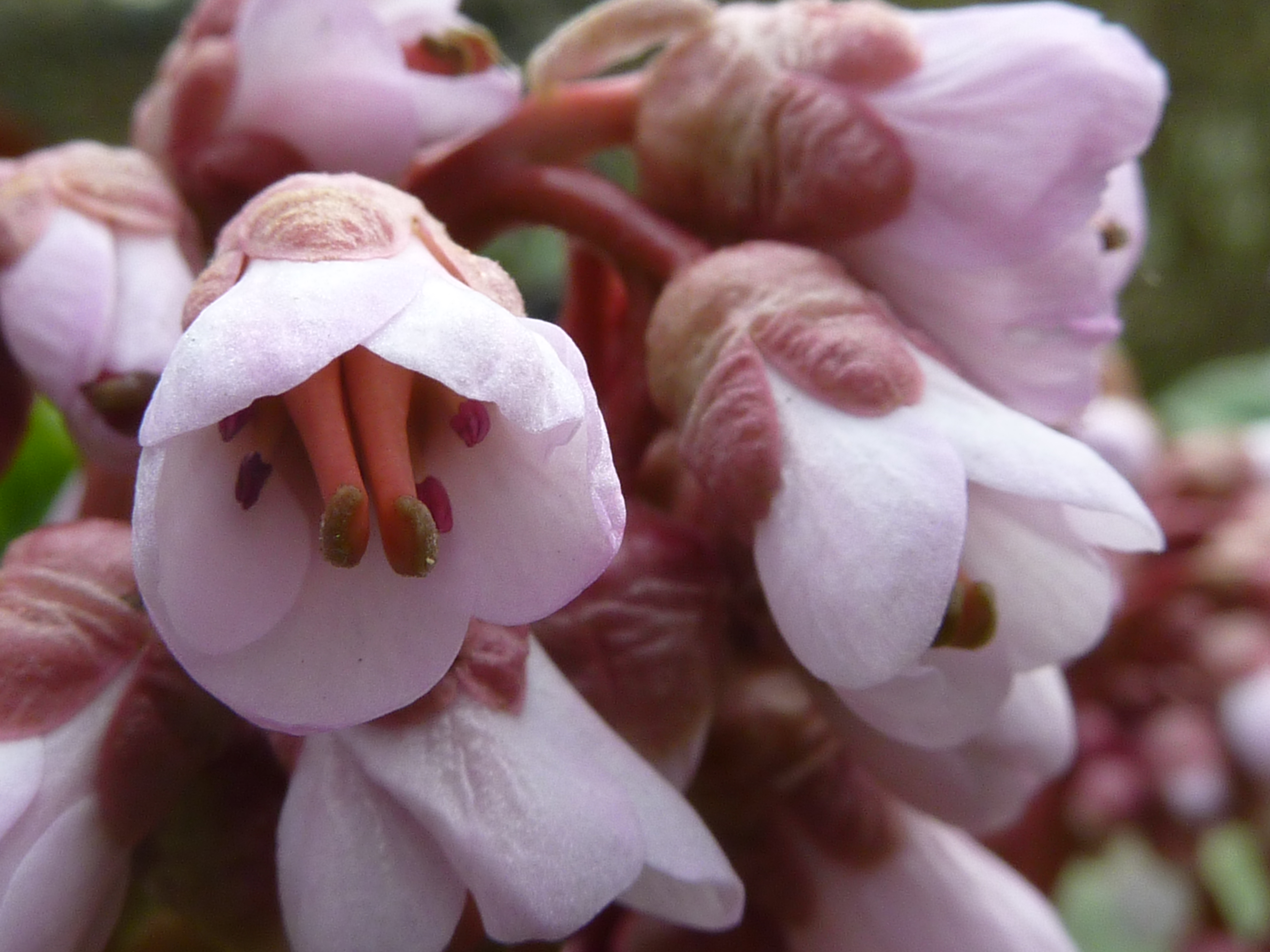
Fünfzählige Blüten der Wildform von Purpurrötliche Bergenie (Bergenia purpurascens); deutlich zu sehen sind die zwei Griffel

Bergenien-Arten sind immergrüne bis sommergrüne, ausdauernde krautige Pflanzen. Sie bilden mit dicken, oft sehr flach streichenden Rhizomen große Bestände. Die wechselständig in grundständigen Rosetten angeordneten, kurz gestielten Laubblätter sind halb aufrecht, 10 bis 40 cm lang und 5 bis 20 cm breit. Die einfachen Blattspreiten sind rundlich, weichledrig, schwach fleischig und durch Wachs glänzend. Der Blattrand ist glatt, gekerbt oder gezähnt.
Die Blüten stehen in Thyrsen mit wickeligen Teilblütenständen mit Hochblättern zusammen. Die relativ großen, auffälligen Blüten sind zwittrig und fünfzählig. Es ist ein Blütenbecher vorhanden. Die fünf Kelchblätter sind verwachsen. Die fünf Kronblätter sind weiß über rosafarben und rot bis purpurfarben. Es sind zwei Kreise mit je fünf Staubblättern vorhanden. Die zwei einviertel-oberständigen bzw. mittelständigen Fruchtblätter sind nur an ihrer Basis verwachsen. Die Plazentation ist marginal mit vielen Samenanlagen. Es sind zwei Griffel vorhanden.
Es werden Kapselfrüchte mit vielen Samen gebildet. Die kleinen Samen sind dunkelbraun.

## Systematik und Verbreitung
Bergenien-Arten sind in Zentral-Asien verbreitet, von Afghanistan über den Himalaya bis in die Volksrepublik China, und wachsen vorwiegend in mittleren und höheren Gebirgslagen. Sieben Arten sind in China beheimatet, davon drei nur dort.
Die Bergenien-Arten wurden früher in die Gattung Steinbrech (Saxifraga), Sektion Saxifraga sect. Megasea eingeordnet. Der Gattungsname Bergenia wurde 1794 von Conrad Moench in Methodus Plantas Horti Botanici et Agri Marburgensis : a staminum situ describendi, S. 664 erstveröffentlicht. Typusart ist Bergenia bifolia Moench, heute ein Synonym von Bergenia crassifolia (L.) Fritsch. Der wissenschaftliche Gattungsname Bergenia ehrt den deutschen Mediziner und Botaniker Karl August von Bergen.

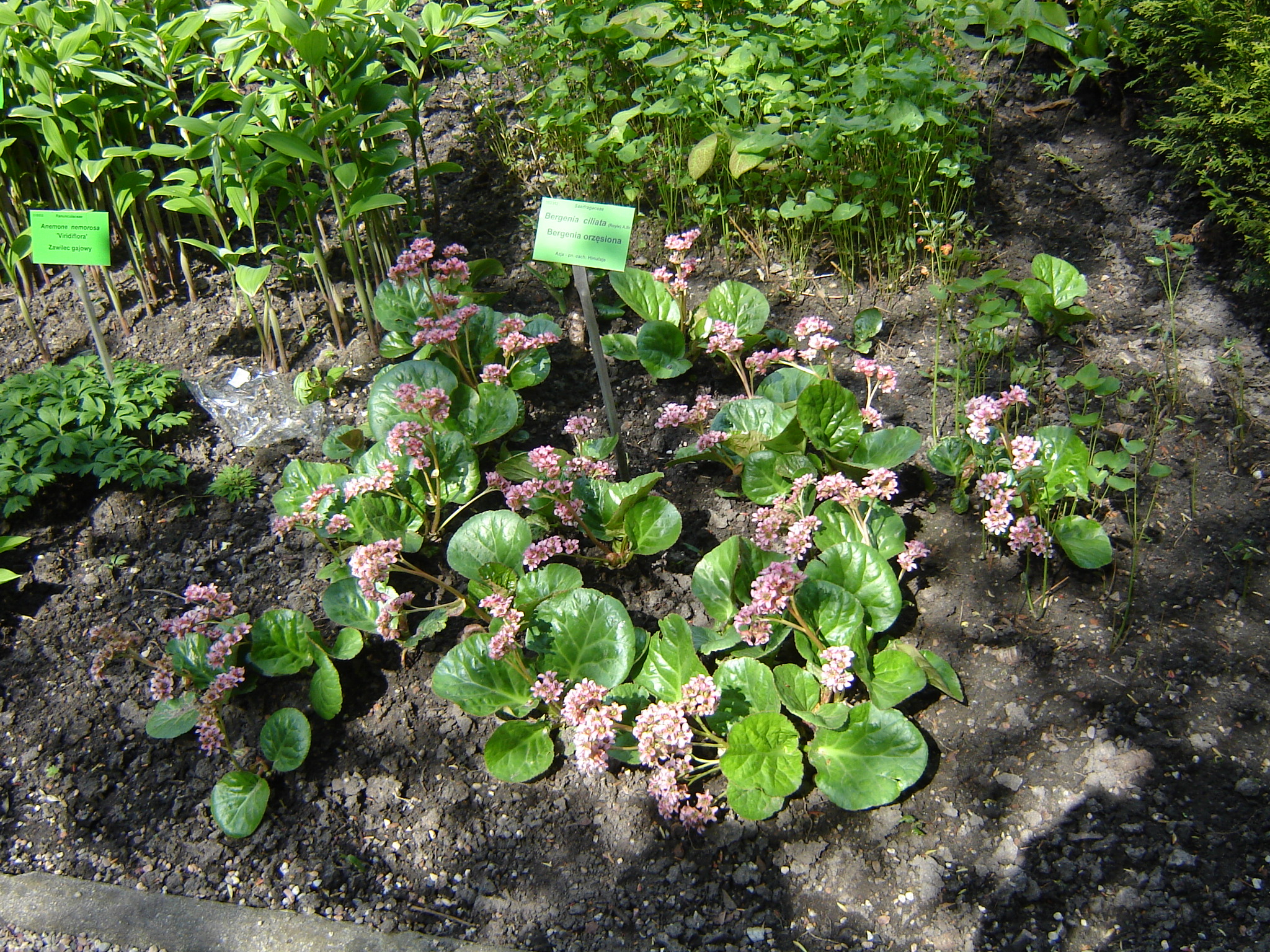
Habitus der Kaschmir-Bergenie (Bergenia ciliata)

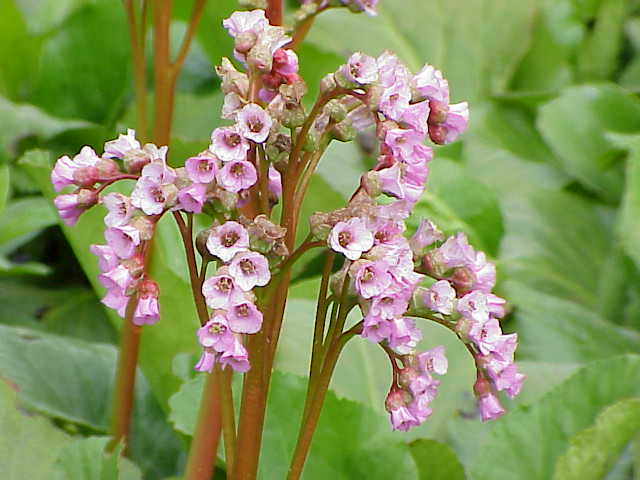
Blütenstand der Himalaja-Bergenie (Bergenia stracheyi)

Die Gattung Bergenia umfasst je nach taxonomischem Konzept zwischen sieben und zwölf Arten:
- Kaschmir-Bergenie (Bergenia ciliata (Haw.) Sternb.): Die Heimat sind die gemäßigten Gebiete des Himalajas von Kaschmir bis Bhutan, Assam und das östliche Afghanistan.
- Herzblättrige Bergenie oder Altai-Herzblatt-Bergenie (Bergenia cordifolia (Haw.) Sternb.): Die Heimat ist Russland.
- Dickblatt-Bergenie (Bergenia crassifolia (L.) Fritsch): Ihre Heimat ist Xinjiang, das nördliche Korea, die nördliche Mongolei und Russland.[4]
- Bergenia emeiensis C.Y.Wu ex J.T.Pan: Die zwei Varietäten kommen nur im zentralen und westlichen Sichuan in Höhenlagen zwischen 1600 und 4200 Meter vor.[4]
- Bergenia pacumbis (D.Don) C.Y.Wu & J.T.Pan: Ihre Heimat ist das südliche Xizang, das westliche Yunnan, Afghanistan, Bhutan, das nordöstliche Indien, Kaschmir, Nepal, Pakistan und Sikkim.[4]
- Purpurrötliche Bergenie (Bergenia purpurascens (Hook f. & Thomson) Engl.): Ihre Heimat ist das südwestliche Sichuan, das östliche und südliche Xizang, das nördliche Yunnan, das nördliche Bhutan, das nordöstliche Indien, das nördliche Myanmar, Nepal und Sikkim in Höhenlagen von 2700 bi 4800 Metern Meereshöhe.[4]
- Bergenia scopulosa  T.P.Wang: Es ist ein Endemit in Höhenlagen zwischen 2500 und 3600 Meter nur in Qin Ling im südlichen Shaanxi.[4]
- Himalaja-Bergenie (Bergenia stracheyi (Hook f. & Thomson) Engl.): Ihre Heimat ist das südwestliche Xizang, das östliche Afghanistan, das nördliche Indien, Kaschmir, Nepal, das westliche Pakistan und Tadschikistan in Höhenlagen von 3900 bis 4500 Metern Meereshöhe.[4]
- Bergenia tianquanensis J.T.Pan: Es ist ein Endemit in Höhenlagen zwischen 2200 und 3300 Metern nur in Tianquan Xian im zentralen Sichuan.[4]

Bergenia cordifolia wird manchmal als Synonym für Bergenia crassifolia aufgefasst.

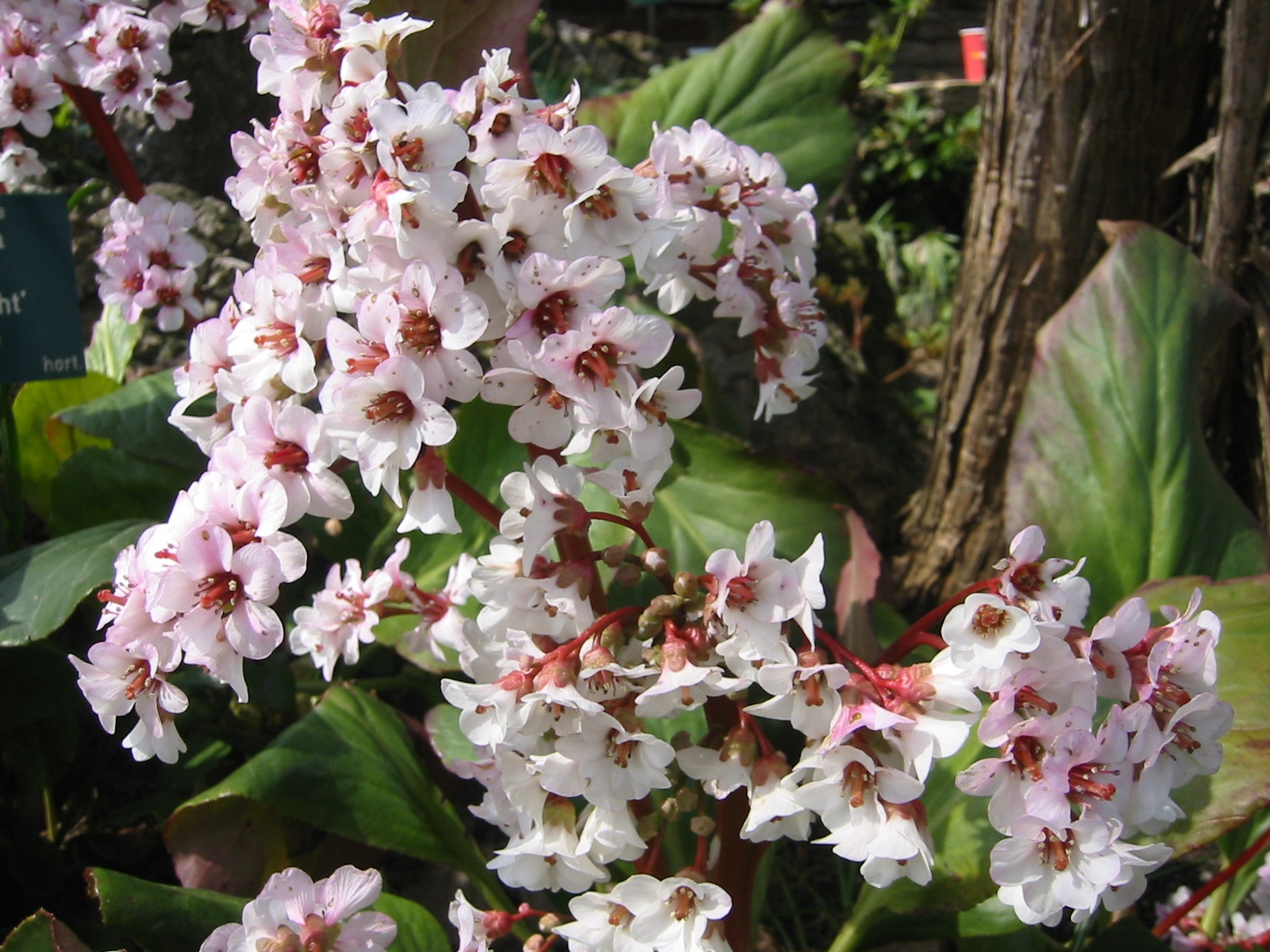
Blütenstand der Bergenia-Hybride ‘Silberlicht’

## Verwendung
Als frostharte Bodendecker, Steingartenpflanzen oder Zierstauden werden Bergenien-Sorten in Parks und Gärten gepflanzt. Da sich mehrere Arten leicht miteinander kreuzen lassen, findet man als Zierpflanzen Hybriden, z. B.:
- Bergenia ciliata × Bergenia crassifolia
- Bergenia cordifolia × Bergenia crassifolia
- Bergenia × schmidtii (Regel) Silva Tar.
- Bergenia × spathulata Nagels ex Guillaumin.

Außerdem existieren von einigen Arten, besonders von Bergenia cordifolia, zahlreiche durch Züchtung entstandene Sorten.

## Sonstiges
- Im Englischen werden die Bergenien oft Pigsqueak (= Schweinequiek) genannt. Dieser kuriose Name leitet sich von dem Geräusch ab, das beim Aneinanderreiben frischer Blätter entsteht.[5]

- Bergenien werden gern von Dickmaulrüsslern heimgesucht. Die Blätter sind dann vom Rand her angefressen und ausgebuchtet.[6]